# Spruchverfahren
Das Spruchverfahren ist ein Verfahren im deutschen Gesellschaftsrecht.
Minderheitsaktionäre können in diesem Verfahren die Höhe von Ausgleichs- und Abfindungszahlungen bei Strukturmaßnahmen, wie der Umwandlung von Gesellschaften, oder beim Ausschluss durch das sogenannte Squeeze-out vor Gericht überprüfen lassen.

## Hintergrund
Die Einführung des Spruchverfahrens verfolgt den Zweck, eine Verzögerung der Umsetzung von gesellschaftsrechtlichen Strukturmaßnahmen durch einen Streit über die Höhe der Kompensation zu vermeiden, indem der Streit über die Höhe der Kompensation von der Frage der Wirksamkeit der Strukturmaßnahme abgekoppelt wird. Eine Besonderheit des Verfahrens liegt darin, dass die gerichtliche Entscheidung über die Zurückweisung oder über die Festsetzung eines angemessenen Ausgleichs gemäß § 13 Satz 2 des Spruchverfahrensgesetzes (SpruchG) für und gegen alle von der Strukturmaßnahme betroffenen Anteilsinhaber wirkt. Dies gilt auch für solche Anteilsinhaber, die bereits gegen die ursprünglich angebotene oder eine sonstige Abfindung aus dem betroffenen Rechtsträger ausgeschieden sind. Diese Drittwirkung stellt eine Ausnahme von dem Grundsatz der materiellen Rechtskraft dar, nach der eine gerichtliche Entscheidung lediglich zwischen den an dem Verfahren Beteiligten Rechtskraft entfaltet.
Die Regelungen für das Verfahren, die bis dahin im Umwandlungsgesetz und im Aktiengesetz verstreut waren, wurden durch das Spruchverfahrensneuordnungsgesetz vereinheitlicht und im Spruchverfahrensgesetz zusammengefasst. Das Gesetz trat am 1. September 2003 in Kraft. Vor Inkrafttreten des Spruchverfahrensgesetzes wurde der Begriff „Spruchverfahren“ für das Verfahren nach §§ 305 ff. des Umwandlungsgesetzes, der Begriff „Spruchstellenverfahren“ dagegen im Hinblick auf das Verfahren gemäß § 306 des Aktiengesetzes verwandt.